# Tapping
Tapping (odvajanje) je tehnika sviranja koja se generalno izvodi na električnoj gitari i isključivo na žičanim instrumentima. postoje dvije metode izvođenja tehnike tapping, to je jednoručno i dvoručno sviranje.
To može biti gledano kao i proširena tehnika sviranja koja se vrši odvajanjem prstiju jedne ruke da bi žica proizvela legato note; često u sinkroniziranom spajanju s drugom rukom. Dakle, odvajanje obično sadrži pull-offs (povlačenje dole) ili hammer-ons (zakucavanje dole) tehniku sviranja, uključujući sviranje sekvenca prstima lijeve ruke sinkronizirano s odvajanjem ruke pri izvođenju tappinga.
Chapman Stick je instrument izgrađen isključivo za tehniku tapping, a temelji se na Free Hands metodi tappinga s obje ruke kojeg je 1969.g. izumio Emmett Chapman. Pri sviranju instrumenta obje ruke se prilagođavaju vratu instrumenta, a prsti su paralelni s pragovima na vratu.
The Mobius Megater, Box Guitar i Solen instrumenti su napravljeni za istu tehniku, a Bunker Touch Guitar je napravljena za dvo-vratnu tehniku odvajanja koju je izumio Dave Bunker 1958.g., ali sa zglobom desne ruke u uobičajenom položaju gitare. NS/Stick i Warr gitare su također napravljene za tapping, iako nisu toliko popularne.  Na ovim instrumentima, žice su manje zategnute, pa stoga povećava senzitivnost žice kod tappinga.
Povremeno, neki gitaristi izabiru tapping služeći se trzalicom umjesto prstima i njome pritišću žicu za prag, pa mogu brže svirati s desnom rukom i izvoditi razne efekte sa zvukom.

## Jednoručno sviranje
Jednoručni tapping izvodi se u kombinaciji s normalnim prstometom i tapkanjem druge ruke. Olakšava izvedbu nota u intervalima što bi u drugim prilikama bilo teško ili nemoguće izvesti jednom rukom. Najčešće se koristi kao specijalni efekt u gitarskim solima. Ova tehnika sviranja jedno-ručnog tappinga kojeg sviraju razni gitaristi, praktično je neograničena i može se koristiti na razne načine. Ton se dobiva pomicanjem žice u intervalima gore-dole na vratu gitare i dobiva se prepoznatljiva glazbena ljestvica. Većina svirača na brzi način izvede tri do šest tonova, koristeći sljedeću sekvencu;
Pritisak — povlačenje-dolje — povlačenje-dolje
U ovom slučaju, kažiprst i srednji prst desne ruke svira prvu notu oštro pritišćući i povlačeći žicu dolje prema nižoj noti. Do konačno tona se dolazi pritiskanjem žice jednim prstom lijeve ruke i povlačenjem žice drugim prstom lijeve ruke.
Cjelokupni cilj je zadržati što čišći ton i sinkroniziranost između svih nota, osobito kada se svira dosta brzo, što i od velikih majstora na gitari zahtjeva dugotrajno vježbanje.
Ovaj tabulator prikazuje gore opisani redoslijed:
```
    
A
  
E
  
C#

e|-t17p12p9-|
B|----------|
G|----------|
D|----------|
A|----------|
E|----------|
```

Može se koristiti i alternativni drugačiji redoslijed. Jedna uobičajena varijanta je mijenjati postupak lijeve ruke i umjesto dodavanja drugog prsta ton odsviramo zakucavanjem i kraj:
Pritisak — povlačenje-dolje — zakucavanje-gore
```
    
G
 
C
 
D#

e|--------|
B|-t8p1h4-|
G|--------|
D|--------|
A|--------|
E|--------|
```

Gore navedena trostruka varijanta može se ćuti kao odličan efekt u skladbi "Eruption", glasovitog glazbenog sastava Van Halen, koju izvodi virtouz na gitari i jedan od začetnika tappinga Eddie Van Halen. Ova metoda pritisak-povlačenje-zakucavanje daje široke mogućnosti sviranja tappinga. Gore spomenutom metodom moguće je koristiti šesnaest nota i na poseban način izvoditi kompleksne glazbene dionice. Gitaristi tapping koriste najčešće u neo-klasičnom glazbenom stilu gdje im pruža mnoge tehničke mogućnosti. Ima još nekoliko primjera na koji način se može tappingom odsvirati šesnaest tonova, kao ovaj četverostruki:
Pritisak — povlačenje-dolje — zakucavanje-gore — zakucavanje-gore
Pritisak — povlačenje-dolje — povlačenje-dolje — zakucavanje-gore
```
    
G
  
B
 
C#
 
D

e|------------|
B|-t15p7h9h10-|
G|------------|
D|------------|
A|------------|
E|------------|
```

```
    
C#
 
G#
 
D#
 
G#

e|-------------|
B|-------------|
G|-t18p13p8h13-|
D|-------------|
A|-------------|
E|-------------|
```

I završni, peterostruki način:
Pritisak — povlačenje-dolje — zakucavanje-gore — zakucavanje-gore — zakucavanje-gore
Pritisak — povlačenje-dolje — povlačenje-dolje — povlačenje-dolje — povlačenje-dolje
```
    
A#
 
D#
 
F
  
F#
 
G#

e|-t18p11h13h14h16-|
B|-----------------|
G|-----------------|
D|-----------------|
A|-----------------|
E|-----------------|
```

```
    
C
  
A
  
G#
 
G
  
F

e|-t20p17p16p15p13-|
B|-----------------|
G|-----------------|
D|-----------------|
A|-----------------|
E|-----------------|
```

Ako se pogledaju skalarni pojmovi s gore navedenih sekvencama slijede intervalni oblici manjih skala i blues skala. Isti koncept se može koristiti u bilo kojoj zamislivoj skali što tappingu daje mogućnost eksperimentiranja u različitim tehnikama.

## Dvoručno sviranje
Dvoručni tapping može se koristiti u polyphonic i homophonic glazbi gdje se na gitari koriste osam a ponekad i devet prstiju za sviranje. Izvodi se na način da desnom rukom izvodimo melodiju, a lijevom rukom pratimo. Ovim se otvara mogućnost sviranja skladbi pisanih za klavijature, poput "Inventions and Sinfonias" od J.S.Bacha .
Ovom se metodom otvara fleksibilnost instrumenta i pruža veliki broj mogućnosti sviranja dionica na gitari. Najveća mana je nemogućnost izmjene vrste tona. Kada ovim efektom proizvodi čisti ton, poslije prve note uglavnom zvuk postane izobličen i dinamičan ali to sve zavisi od tehnike glazbenika koji to izvodi, poput Stanleya Jordana (američki jazz gitarista) koji vrlo uspješno izvodi tapping na Sticku.
Emmett Chapman prvi je gitarista koji je desnom rukom počeo svirati gitaru, držeći prste paralelno s vratom i lijevom rukom ali sa suprotne strane (vidi sliku). Ovu metodu otkrio je u kolovozu 1969., a usavršavao ju je na novom instrumentu koji se zove Chapman Stick i nazvao ju je metodom "slobodnih ruku".
Tapping se dosta koristi i u rock glazbi, a neki od velikih njegovih izvođača su: Eddie Van Halen, Joe Satriani, Steve Vai, Michael Angelo Batio, Steve Morse, Trey Azagthoth, Trevor Rabin, Buckethead, i Steve Hackett.

## Povijest
Praktično tapping postoji već stoljećima. Paganini ga je često koristio sličnom tehnikom na violini. Neke još slične tehnike zovu se "selpe" i koriste se u turskoj folk glazbi, a instrument na kojem se izvodi zove se "Bağlama". Veliki je broj i akustičnih instrumenata na kojim se izvodi tapping tehnika, a jedan od njih je bendžo.
Jimmie Webster snima "Touch Method for Electric and Amplified Spanish Guitar" godine 1950. i na njemu koristi dvoručni tapping. Webster studira elektroniku kod dizajnera gitarskog pickupa Harryja deArmonda i koristeći pickup i njegovu senzibilnost usavršava dvoručni tapping. Tapping tehniku je 1950. – 1960. povremeno znao koristiti i veliki jazz gitarista Barney Kessel, puno prije od Emmetta Chapmana.